# Budase, Khanapur
Budase là một làng thuộc tehsil Khanapur, huyện Belgaum, bang Karnataka, Ấn Độ.